# 諾瓦利亞

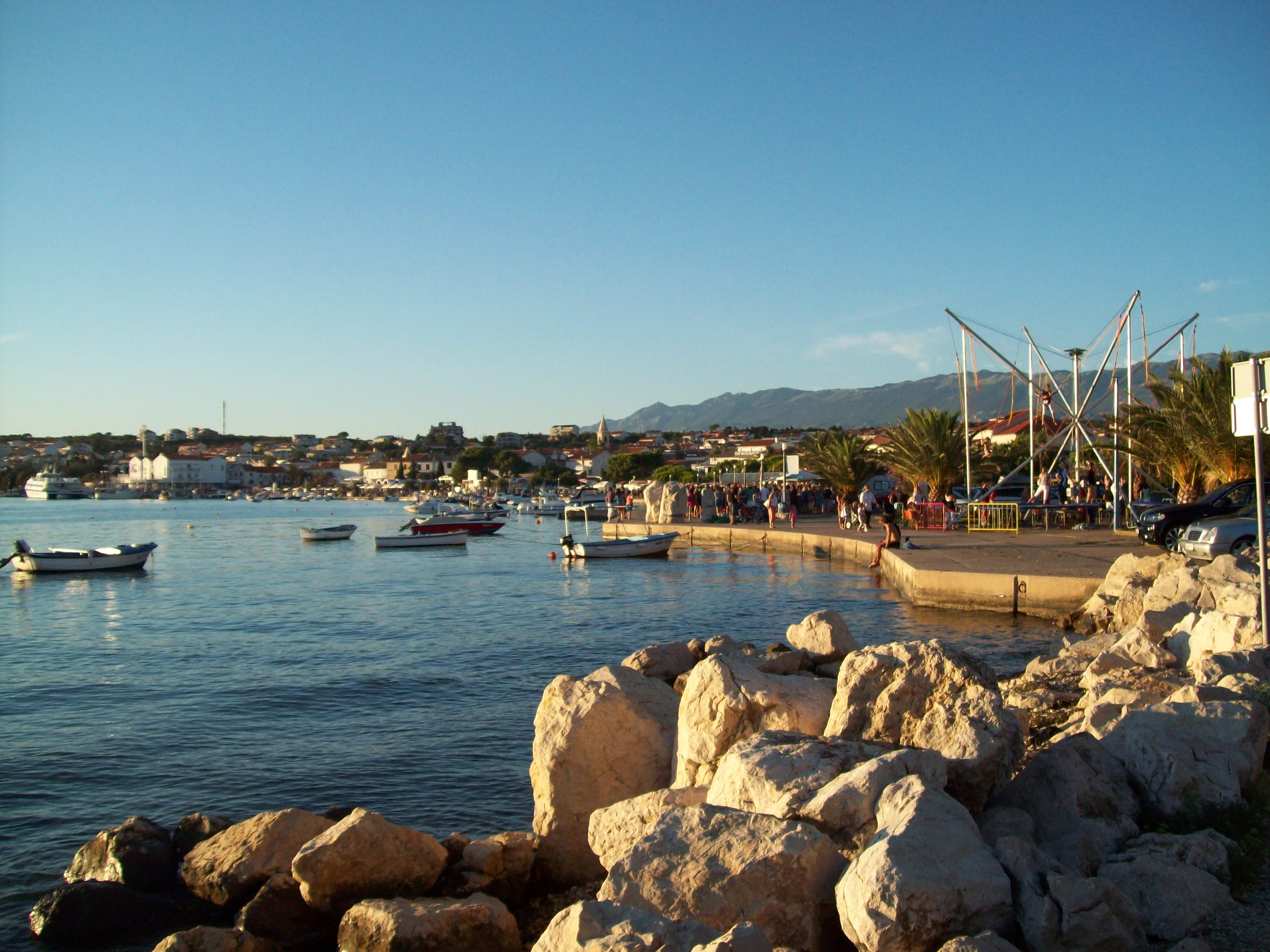

諾瓦利亞是克羅地亞的城鎮，位於該國西部帕島北岸，由利卡-塞尼縣負責管轄，面積99.36平方公里，是該島的旅遊中心，該地區自青銅時代有人類居住，2011年人口3,672。

## 外部連結
- Leading Travel Agency for Novalja and island of Pag（页面存档备份，存于）